# Міська рада
Міська́ ра́да (міськрада) — орган місцевого самоврядування в містах України та в багатьох країнах світу.
Міська рада є органом місцевого самоврядування, що представляє територіальну громаду міста та здійснює від її імені та в її інтересах функції і повноваження місцевого самоврядування, визначені Конституцією України, та іншими законами. Під час роботи керується внутрішнім Регламентом.
Міська рада – це вся система, що управляє містом. Вона складається з трьох головних гілок: міського голови, виконавчого комітету та депутатського корпусу. Також до місцевої ради входять всі виконавчі органи, комунальні підприємства та установи.

## Міські ради в Україні

### Принципи місцевого самоврядування в Україні
- народовладдя;
- законності;
- гласності;
- колегіальності;
- поєднання місцевих і державних інтересів;
- виборності;
- правової, організаційної та матеріально-фінансової самостійності в межах, повноважень визначених законами;
- підзвітності та відповідальності перед територіальною громадою її органів та посадових осіб;
- державної підтримки та гарантій місцевого самоврядування;
- судового захисту прав місцевого самоврядування.

Міська рада згідно з Конституцією та Законом України «Про місцеве самоврядування в Україні» є представницьким органом міських територіальних громад.
Особливості функціонування міських рад в Україні:
- міська рада формується шляхом обрання депутатів.
- міська рада обирає секретаря міської ради.
- на засіданнях міської ради головує міський голова, обраний прямим голосуванням членами територіальної громади.
- формує виконавчий комітет міської ради.

### Історія
Міські ради вперше були створені у Росії після Лютневої революції 1917 р. Тоді вони називалися радами робітничих та солдатських депутатів. Після приходу більшовиків до влади міські ради стали основними представницькими органами влади у СРСР. Виконавчими органами міських рад стали виконавчі комітети (виконкоми) міських рад.

## Міські ради в Австралії і Новій Зеландії
Через відмінності в законодавстві між штатами Австралії, точне визначення міської ради варіюється. Деякі з великих міських районів Австралії регулюються в основному, як єдине ціле, у той час як інші, можливо, контролюються безліччю дрібніших міських рад. Крім того, деякі суттєві міські райони можуть перебувати під юрисдикцією інших органів місцевого самоврядування. За допомогою періодичної переоцінки кордонів намагаються раціоналізувати ситуацію на місцях і коригувати розгортання активів і ресурсів.
Місцеві ради в Новій Зеландії різняться структурою, але під контролем державного департаменту місцевого самоврядування Нової Зеландії. Протягом багатьох десятиліть, поки в реформі місцевого самоврядування 1989 року, містечко з більш ніж 20 000 населенням могло бути проголошено містом.
Структурні механізми місцевого самоврядування Нової Зеландії значно реформовані Урядовою комісією в 1989 р, коли близько 700 рад та органів спеціального призначення були об'єднані, щоб створити 87 нових місцевих органів влади.
В результаті, термін «місто» почало приймати два значення. Слово «місто» став використовуватися в менш формальному сенсі для опису великих міст.
Відповідно до чинного законодавства мінімальне населення нового міста 50000.